# البوذية والعنف

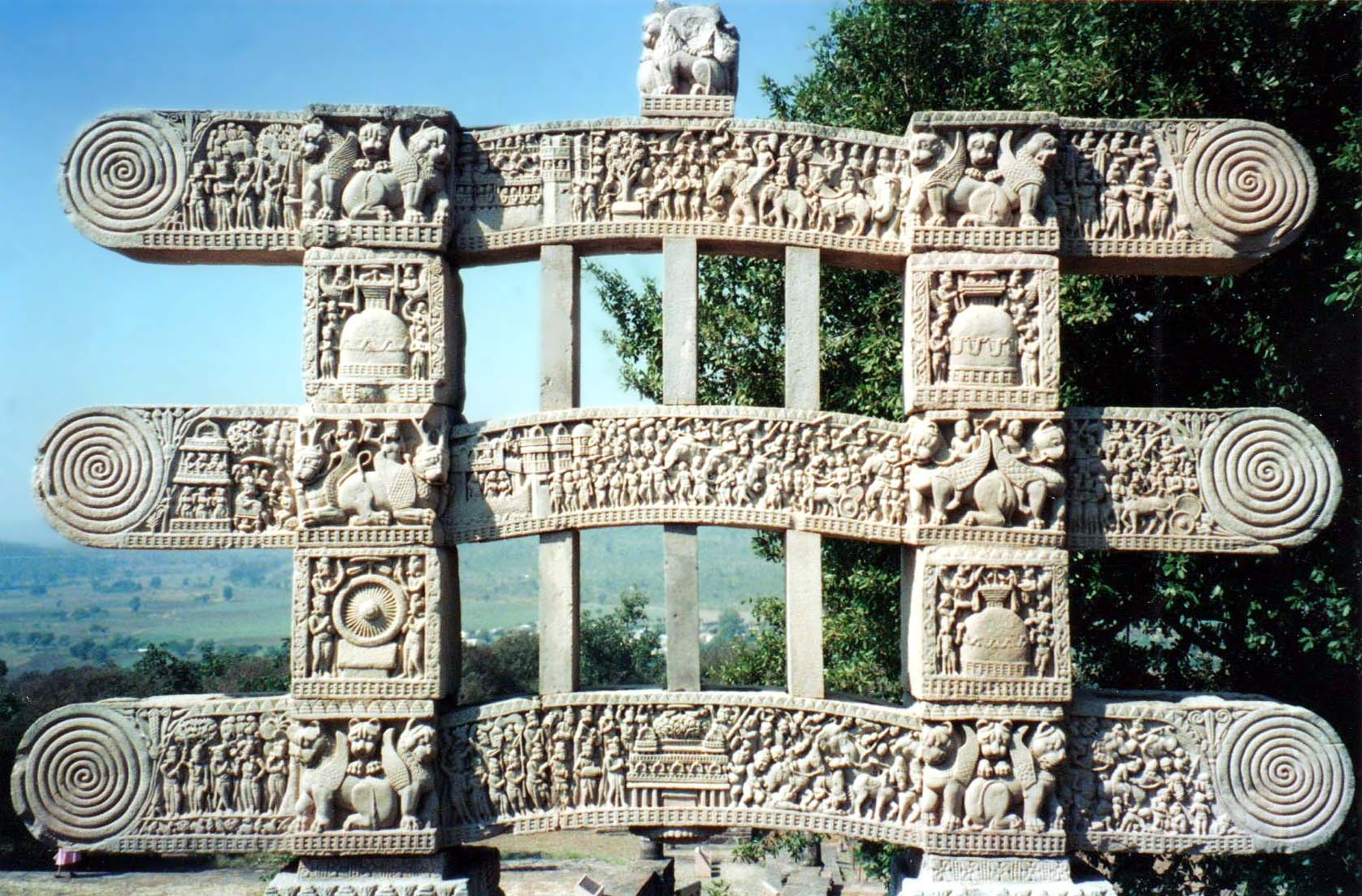

تشتمل العلاقة بين البوذية والعنف على أعمال العنف والعدوان التي يرتكبها البوذيون بدوافع دينية أو سياسية أو اجتماعية ثقافية، فضلًا عن العنف الذاتي الذي يمارسه الزاهدون أو يمارس لأغراض دينية. تعتبر البوذية عمومًا من بين التقاليد الدينية الأقل ارتباطًا بالعنف، ومع ذلك، في تاريخ البوذية، كانت هنالك أعمال عنف موجهة أو مدعومة أو مستوحاة من البوذيين. فيما يتعلق بتعاليم وكتابات بوذا المقدسة، تحظر البوذية العنف لحل النزاعات.

## أمثلة إقليمية

### جنوب شرق آسيا

#### تايلاند
في جنوب شرق آسيا، حاذت تايلاند على العديد من الدعوات الرهبانية البوذية البارزة للعنف. في السبعينيات، جادل الرهبان البوذيون الوطنيون مثل فرا كيتيوتو بأن قتل الشيوعيين لا ينتهك أيًا من المبادئ البوذية. ظهر الجانب المسلح من البوذية التايلاندية مرة أخرى في عام 2004 عندما تجدد التمرد الإسلامي الملاوي في أقصى جنوب تايلاند. في البداية، تجاهل الرهبان البوذيون الصراع لأنهم رأوا أنه سياسي وليس دينيًا، لكنهم تبنوا في النهاية «تشكيل الهوية»، لأن الحقائق العملية تتطلب انحرافات عن المثل الدينية.

#### ميانمار
في السنوات الأخيرة، شجع مجلس الدولة للسلام والتنمية (إس بي دي سي)، الذي كان النظام العسكري لبورما منذ 1988 وحتى 2011، بقوة تحويل الأقليات العرقية، في كثير من الأحيان باستخدام العنف، كجزء من حملة الاستيعاب. روج النظام لرؤية لقومية بوذية بورمية باعتبارها أيديولوجية ثقافية وسياسية لإضفاء الشرعية على حكمه المتنازع عليه، في محاولة لتحقيق التوفيق الديني بين البوذية وأيديولوجيتها الشمولية.
ثورة الزعفران، وهي سلسلة من الاحتجاجات والمظاهرات الاقتصادية والسياسية التي وقعت خلال عام 2007، قادها طلاب وناشطون سياسيون، بمن فيهم النساء، وأيضًا الرهبان البوذيين، واتخذت شكل حملة للمقاومة اللاعنفية، والتي تسمى أحيانًا المقاومة المدنية.
ردًا على الاحتجاجات، قُبض على عشرات المحتجين أو احتُجزوا. ابتداءً من سبتمبر 2007، قاد الاحتجاجات آلاف الرهبان البوذيين، وسُمح لهذه الاحتجاجات بالمضي قدمًا حتى تجدد الحملة الحكومية في أواخر سبتمبر 2007. قُتل ما لا يقل عن 184 محتجًا بالرصاص وتعرض الكثيرون للتعذيب. في ظل مجلس الدولة للسلام والتنمية، شن الجيش البورمي هجمات عسكرية ضد الأقليات العرقية، وارتكب أعمالًا تنتهك القانون الدولي الإنساني.
أصبحت ميانمار معقلًا للعدوان البوذي، ويحفز الرهبان القوميون المتشددون مثل هذه الأعمال. كانت أقدم منظمة مسلحة فعالة في المنطقة هي جيش كارين البوذي الديمقراطي (دي كيه بي إيه)، برئاسة الراهب البوذي يو ثوزانا، منذ عام 1992. في السنوات الأخيرة، ارتبط الرهبان والأعمال الإرهابية بحركة 969 القومية، خاصة في ميانمار والدول المجاورة. بلغ العنف أعلى الدرجات في يونيو 2012، مع قتل أكثر من 200 شخص ونزوح نحو 100,000 شخص. اعتبارًا من عام 2012، ساعدت حركة «969» التي قادها الرهبان (أبرزهم ويراثو) على إنشاء حركات قومية معادية للإسلام في المنطقة، وحثت البوذيين في ميانمار على مقاطعة الخدمات والتجارات الإسلامية، مما أدى إلى اضطهاد المسلمين في بورما من قبل الغوغاء المقادين بالبوذيين. على الرغم من ذلك، لم يكن جميع الجناة من البوذيين، وكانت الدوافع اقتصادية بقدر كونها دينية. في 20 يونيو 2013، ذُكِر ويراثو على غلاف مجلة تايم بلقب «وجه الإرهاب البوذي». وفقًا لتقرير هيومن رايتس ووتش، لعبت الحكومة البورمية والسلطات المحلية دورًا رئيسيًا في النزوح القسري لأكثر من 125,000 شخص من الروهينغيا وغيرهم من المسلمين في المنطقة. يحدد التقرير كذلك الهجمات المنسقة في أكتوبر 2012 التي نفذت في مدن مختلفة من قبل المسؤولين البورميين وقادة المجتمع والرهبان البوذيين لترويع السكان ونقلهم قسرًا. يعد عنف ميكلتيلا، ولاشيو (2013)، وماندالاي (2014) أحدث أعمال العنف البوذية في بورما.
صرح مايكل جيريسون، المؤلف للعديد من الكتب التي تنتقد بشدة التصورات السلمية التقليدية للبوذية، بأن «الرهبان البوذيين البورميين ربما لم يبدؤوا في أعمال العنف، ولكنهم استقلوا الموجة وبدأوا في التحريض أكثر». في حين أن المثل العليا للنصوص البوذية المعترف بها تروج للسلام والمسالمة، تزدهر التناقضات بين الواقع والمبادئ بسهولة في أوقات انعدام الأمن الاجتماعي والسياسي والاقتصادي، مثل انتقال ميانمار الحالي إلى الديمقراطية».
مع ذلك، أدان العديد من الزعماء البوذيين، بمن فيهم ثيت نات هانه، وبيكو بوذي، وشودو هارادا، والدالاي لاما وغيرهم، العنف ضد المسلمين في ميانمار ودعوا إلى السلام، ودعموا ممارسة المبادئ البوذية الجوهرية المتمثلة في عدم الإضرار والاحترام المتبادل والرحمة. قال الدالاي لاما «بوذا يعلمنا دائمًا عن المغفرة والتسامح والرحمة. إذا كانت بعض المشاعر من زاوية واحدة من عقلك تجعلك تريد أن تضرب أو تريد أن تقتل، فرجاء تذكر إيمان بوذا. نحن أتباع بوذا». قال أنه «يجب حل جميع المشكلات من خلال الحوار، من خلال الكلام. استخدام العنف قديم، ولا يحل المشكلات أبدًا».
مونج زارني، مدافع عن الديمقراطية البورمية، وناشط في مجال حقوق الإنسان، وزميل باحث في كلية لندن للاقتصاد، كتب عن العنف في ميانمار وسريلانكا، حيث قال أنه لا يوجد مكان للأصولية في البوذية. وقال: «لا يمكن لأي بوذي أن يكون قوميًا، لا يوجد بلد للبوذيين. أقصد، لا يوجد شيء مثل «أنا» أو «مجتمعي» أو «بلدي» أو «عرقي» أو حتى «إيماني»».